# Hahnenbalken

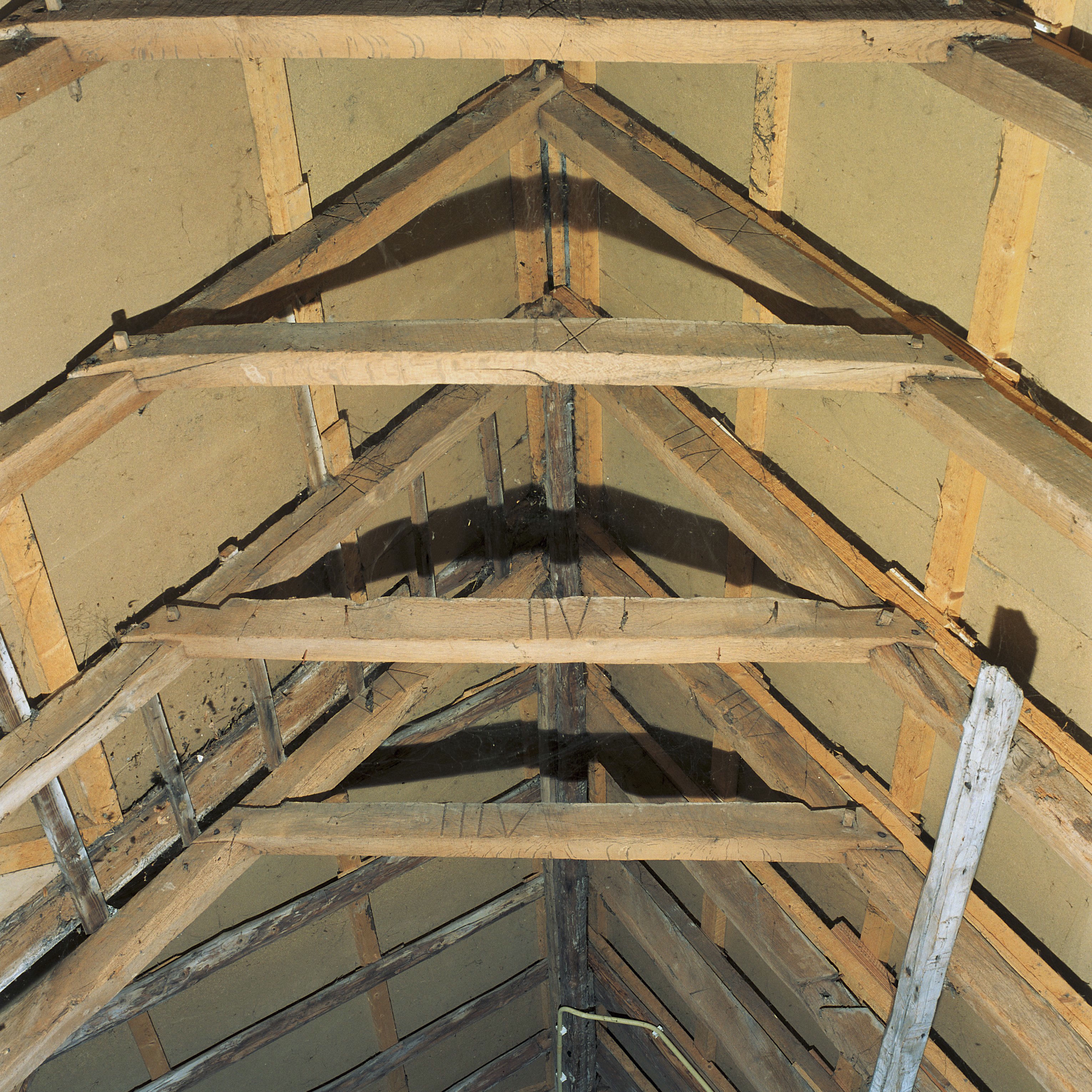
Drei Hahnenbalken unter einem Sparrendachfirst

Der Hahnenbalken (auch Hahne- oder Hainbalken, Spitzbalken) ist ein in einer Dachkonstruktion verwendetes hölzernes Bauelement. Genauer ist es beim Sparren- und Kehlbalkendach ein aussteifender kurzer horizontaler Druckriegel als Verbindung eines Sparrenpaares kurz unterhalb des Firstes.

## Begriff, Beschreibung
Der Begriff Hahnenbalken leitet sich davon ab, dass sich der Haushahn nachts auf diesen obersten Balken des Gebäudes setzte.
Der Hahnenbalken ist ggf. der oberste Kehlbalken und trägt keinen Boden. Ab einer Länge von etwa 3,50 m wird er Kehlbalken genannt.